# And & End
And & End é o sexto mini-álbum (décimo mini-álbum incluindo as versões reeditadas) do girl group sul-coreano T-ara, que foi lançado em 11 de setembro de 2014, através da Core Contents Media.

## Lista de faixas
| Lista de faixasTracklist |                                                     |                               |                               |         |  |
| N.º                      | Título                                              | Letras                        | Música                        | Duração |  |
| 1.                       | "Sugar Free" (Versão BigRoom)                       | Shinsadong Tiger, Beomi Nangi | Shinsadong Tiger, Beomi Nangi | 3:55    |  |
| 2.                       | "Sugar Free"                                        | S.Tiger, B.Nangi              | S.Tiger, B.Nangi              | 3:55    |  |
| 3.                       | "I Don't Want You" (남주긴 아까워; Namjugin Akkawo) | Duble Sidekick                | Duble Sidekick, Radio Galaxi  | 2:58    |  |
| 4.                       | "ORGR" (significa "Oh Ready Go Ready")              | S.Tiger, 4th Hitter, S.Kim    | S.Tiger, 4th Hitter, S.Kim    | 2:58    |  |
| 5.                       | "Calendar" (지난 달력; Jinan Dallyeog)              | Roco, Rocoberry               | Rocoberry                     | 2:47    |  |
| 6.                       | "If I See Her" (그녀를 보면; Geunyeoleul Bomyeon)   | Conan, Roco                   | Conan                         | 3:10    |  |
| 7.                       | "Sugar Free" (Versão BigRoom Instrumental)          | S.Tiger, B.Nangi              | S.Tiger                       | 3:55    |  |
| Duração total:           | Duração total:                                      | Duração total:                | Duração total:                | 23:38   |  |

## Desempenho nas paradas

### Álbum
| Parada                   | Melhor posição |
| ------------------------ | -------------- |
| Gaon Weekly Album Chart  | 2              |
| Gaon Monthly Album Chart | —              |
| Gaon Yearly Album Chart  | —              |

### Single
| Título                         | Melhor posição |
| Título                         | KOR            |
| ------------------------------ | -------------- |
| "Sugar Free" (Versão Big Room) | 36             |

### Vendas e certificações
| Parada              | Vendas |
| ------------------- | ------ |
| Gaon vendas físicas | —      |

## Histórico de lançamento
| País          | Data                   | Formato(s)          | Gravadora(s)                 |
| ------------- | ---------------------- | ------------------- | ---------------------------- |
| Coreia do Sul | 11 de setembro de 2014 | CD download digital | Core Contents Media KT Music |